# Noyelles-Godault
Noyelles-Godault là một xã trong tỉnh Pas-de-Calais, vùng Hauts-de-France, Pháp.

## Địa lý
Noyelles-Godault trước đây là một xã khai thác than đá, nay là một xã nông nghiệp và công nghiệp nhẹ, 10 dặm (16 km) về phía đông Lens, tại giao lộ của các tuyến đường A21 autoroute và A1 autoroute.

## Dân số
| 1962                                                              | 1968 | 1975 | 1982 | 1990 | 1999 | 2006 |
| ----------------------------------------------------------------- | ---- | ---- | ---- | ---- | ---- | ---- |
| 5478                                                              | 5551 | 5050 | 5474 | 5655 | 5539 | 5257 |
| Số liệu điều tra dân số tính từ năm 1962, dân số chỉ tính một lần |      |      |      |      |      |      |

## Nhân vật
- Maurice Thorez, chính trị gia, sinh ở đây năm 1900.

## Địa điểm nổi bật
- Nhà thờ St.Martin, xây lại sau thế chiến 1.